# Травинский район
Травинский район — административно-территориальная единица в составе Астраханской области, существовавшая в 1944—1963 годах. Центром района было село Образцово-Травино.
Травинский район был образован мае 1944 года из части Камызякского района. В 1945 году включал 11 с/с: Алексеевский, Гандуринский, Иванчугский, Лебяжьевский, Николо-Комаровский, Образцово-Травинский, Полдневский, Самосдельский, Уваринский, Хмелёвский и Чаганский.
В феврале 1963 года Травинский район был упразднён с передачей территории в Камызякский район.